# Raiganj
Raiganj (bengalí রায়গঞ্জ) és una ciutat i municipi de l'Índia a l'estat de Bengala Occidental, capital del districte de North Dinajpur. Està situada a 25° 37′ N, 88° 07′ E / 25.62°N,88.12°E. Al cens del 2001 la ciutat consta amb una població de 165.222 habitants.
A la rodalia té el Kulik Bird Sanctuary, el segon més gran d'Àsia.